# Алексеевское сельское поселение (Москаленский район)
Алексеевское се́льское поселе́ние — муниципальное образование в Москаленском районе Омской области Российской Федерации.
Административный центр — село Алексеевка.

## История
Статус и границы сельского поселения установлены Законом Омской области от 30 июля 2004 года № 548-ОЗ «О границах и статусе муниципальных образований Омской области».

## Население
| 2010  | 2011  | 2012  | 2013  | 2014  | 2015  | 2016  |
| ----- | ----- | ----- | ----- | ----- | ----- | ----- |
| 1484  | ↘1481 | ↘1476 | ↗1496 | ↘1480 | ↘1475 | ↗1476 |
| 2017  | 2018  | 2019  | 2020  | 2021  | 2023  |       |
| ↗1493 | ↘1492 | ↘1470 | ↘1459 | ↘1350 | ↘1321 |       |

## Состав сельского поселения
| № | Населённый пункт | Тип населённого пункта       | Население |
| - | ---------------- | ---------------------------- | --------- |
| 1 | Алексеевка       | село, административный центр | ↗1202     |
| 2 | Илеуш            | аул                          | 128       |
| 3 | Красный Флаг     | деревня                      | ↗146      |
| 4 | Фёдоровка        | деревня                      | ↘8        |

### Упразднённые населённые пункты
Северо-Уманка — упразднённая в 1965 году деревня.